# سوسومو تونيغاوا
تونيغاوا سوسومو (باليابانية: 利根川 進، وبالإنجليزية: Susumu Tonegawa) ـ (ولد في 6 سبتمبر 1939) عالم بيولوجيا جزيئية ومناعة ياباني، حصل على جائزة نوبل في الطب سنة 1987 لاكتشافه الآلية الوراثية التي تحكم تنوع الأجسام المضادة. من اهتماماته البحثية بحثه في العلاقة بين تخزين الخبرات الحياتية في الذاكرة طويلة الأمد من ناحية، وحجم وشكل التشابكات العصبية في قشرة الدماغ من ناحية أخرى. بالتعاون مع علماء أمريكيون ويابانيون وهنود في مركز بيكاور التابع لمعهد تكنولوجيا مساتشوستس الأمريكي، وجامعة جونز هوبكنز الأمريكية، ومعهد تاتا للأبحاث في الهند.

## نشأته وتعليمه
وُلد تونيغاوا في ناغويا، اليابان، وارتاد مدرسة هيبيا الثانوية في طوكيو. وحين كان طالبًا في جامعة كيوتو، أعجب تونيغاوا بنظرية المشغل بعد قراءة أوراق بحثية لفرانسوا جاكوب وجاك مونو، ويرجع الفضل لهما جزئيًا في إلهامه ليهتم بعلم الأحياء الجزيئي. تخرج تونيغاوا من جامعة كيوتو في عام 1963، وبسبب الخيارات المحدودة لدراسة علم الأحياء الجزيئي في اليابان في ذلك الوقت، انتقل إلى جامعة كاليفورنيا، سان دييغو ليكمل دراسة الدكتوراه تحت إشراف الدكتور ماساكي هاياشي. ونال شهادة الدكتوراه في عام 1968.

## مشواره المهني
تابع تونيغاوا عمله ما بعد الدكتوراه في معهد سولك في سان دييغو في مختبر ريناتو دولبيكو. وبتشجيع من الدكتور دولبيكو، انتقل تونيغاوا إلى معهد بازل لعلم المناعة في بازل، سويسرا في عام 1971، وهناك انتقل من علم الأحياء الجزيئي إلى دراسات علم المناعة، وأجرى دراسات علمية مهمة في علم المناعة.
في عام 1981، أصبح تونيغاوا أستاذًا في معهد ماساتشوستس للتكنولوجيا. وفي عام 1994، عُيّن كأول مدير لمركز معهد ماساتشوستس للتكنولوجيا للتعلم والذاكرة، والذي تطور تحت إشرافه ليصبح معهد بيكاور للتعلم والذاكرة. استقال تونيغاوا من منصبه في عام 2006، ويعمل حاليًا كأستاذ بيكاور لعلم الأعصاب والبيولوجيا وباحث في معهد هوارد هيوز الطبي.
عمل تونيغاوا أيضًا كمدير لمعهد ريكن لعلم الدماغ منذ عام 2009 حتى عام 2017.

## أبحاثه

### اكتشاف تنوع المناعة
أوضح عمل تونيغاوا الحائز على جائزة نوبل الآلية الجينية لجهاز المناعة التكيفي، والتي كانت القضية المركزية في علم المناعة لأكثر من 100 عام. قبل اكتشاف تونيغاوا، اقترحت فكرة مبكرة لشرح نظام المناعة التكيفي أن كل جين ينتج بروتينًا واحدًا. بشكل عام، هناك أقل من 19 ألف جين في جسم الإنسان، الذي يمكنه مع ذلك إنتاج ملايين الأجسام المضادة. في التجارب التي بدأت في عام 1976، أظهر تونيغاوا أن المادة الوراثية تعيد ترتيب نفسها لتشكيل الملايين من الأجسام المضادة. بمقارنة الحمض النووي في الخلايا البائية (نوع من خلايا الدم البيضاء) في الفئران الجنينية والبالغة، لاحظ أن الجينات في الخلايا البائية الناضجة عند الفئران البالغة تُحرك ويعاد تجميعها وحذفها لتشكيل تنوع منطقة التغير للأجسام المضادة. وفي عام 1983، اكتشف تونيغاوا أيضًا عامل نسخ معزز مرتبط بمركب جينات الأجسام المضادة، وهو أول عنصر معزز خلوي.